# Philander andersoni
Philander andersoni is een zoogdier uit de familie van de opossums (Didelphidae). De wetenschappelijke naam van de soort werd voor het eerst geldig gepubliceerd door Osgood in 1913.

## Voorkomen
De soort komt voor in zuidelijk Venezuela, oostelijk Colombia, Ecuador en de Andes van Peru.